# باتريشيا كوفاتش
باتريشيا كوفاتش (بالألمانية: Patricia Kovács)‏ (26 مايو 1996 في النمسا - ) هي لاعبة كرة يد النمسا.

## وصلات خارجية
- باتريشيا كوفاتش على موقع الاتحاد الأوروبي لكرة اليد (الإنجليزية)